# 20년

## 연호
- 신(新) 지황(地皇) 원년

## 기년
- 신(新) 왕망(王莽) 13년
- 신라(新羅) 남해 차차웅(南解次次雄) 17년
- 고구려(高句麗) 대무신왕(大武神王) 3년
- 백제(百濟) 온조왕(溫祚王) 38년